# Петропавлово (Кілемарський район)
Петропа́влово (рос. Петропавлово, марій. Петропавлово) — присілок у складі Кілемарського району Марій Ел, Росія. Входить до складу Широкундиського сільського поселення.

## Населення
Населення — 5 осіб (2010; 12 у 2002).
Національний склад (станом на 2002 рік):
- росіяни — 92 %